# Fernando Júdice

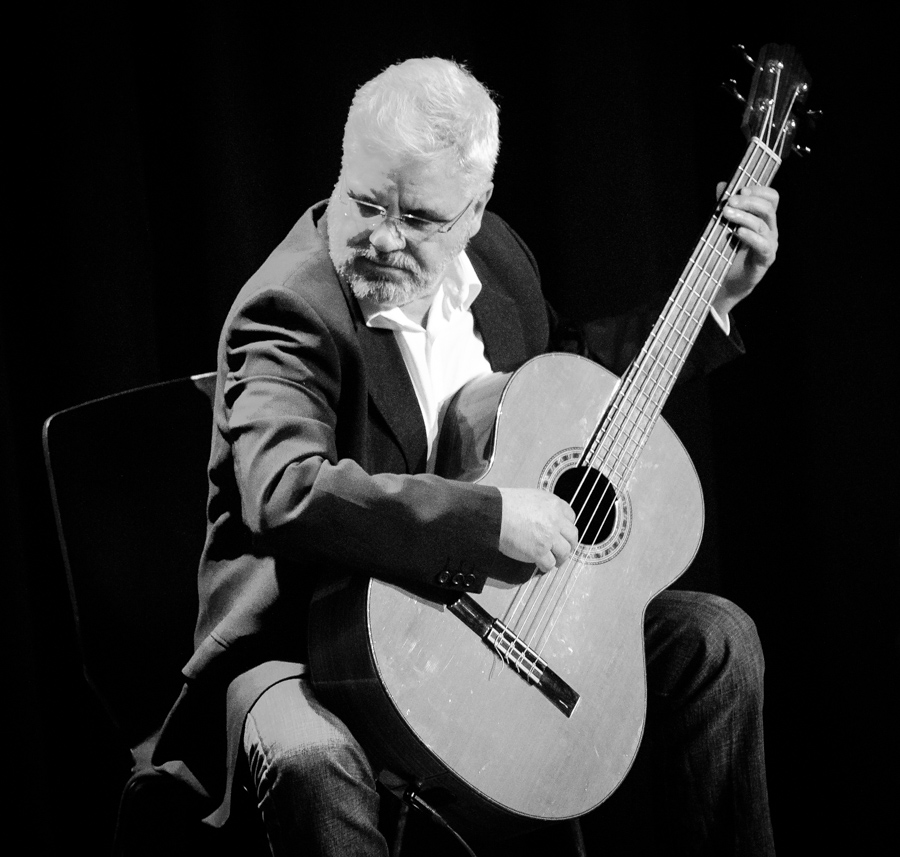
Fernando Júdice, 2018

Fernando Manuel Júdice da Costa mais conhecido por Fernando Júdice (7 de Maio de 1954) é um músico português.

## Biografia
Cedo abraçou a música jazz, tendo começado a frequentar o Hot Clube em 1971.
Em 1972 ingressou no Conservatório Nacional onde iniciou a aprendizagem de flauta e, mais tarde, de contrabaixo.
Passou por agrupamentos como Jazzette Trio e Sintagma. Tocou com nomes como Rão Kyao, Steve Potts, Sérgio Godinho, Fausto, Júlio Pereira ou Janita Salomé.
Em 1980 começa a colaborar com os Trovante. Estará no grupo até 1991, ano em que se desfez a formação. Em 1988 foi o director e fundador da revista MIT - Música Instrumentos e Tecnologia, um projecto editorial pioneiro em Portugal, uma revista que fazia a ligação entre a área técnica e artística da produção musical. A MIT termina em 1991 deixando uma importante semente para o futuro editorial do género.
Fez parte do projecto Resistência com quem lançou três discos, sendo co-produtor com Pedro Ayres Magalhães de dois deles. Colaborou depois com a editora Farol onde foi responsável pelo departamento de artistas e repertório. Esta editora gravou e lançou artistas como Pedro Jóia e os Gaiteiros de Lisboa.
Em 1997 foi convidado a integrar os Madredeus a partir da gravação do álbum" O Paraíso".
Em 2002, com José Peixoto, seu colega de grupo, forma o projecto Carinhoso que lança em 2002 um disco dedicado ao brasileiro Pixinguinha.
Mais tarde, em 2007, findos os Madredeus, com José Peixoto e Ana Sofia Varela formou os Sal (grupo) que lançaram o disco de estreia em 2007. Nesse ano é anunciado o seu abandono dos Madredeus.